# Filippa av Geldern
Filippa av Geldern, född 1467, död 1547, var en hertiginna av Lothringen genom sitt äktenskap med hertig René II av Lothringen.
Hon försökte anta rollen som regent när hennes son Anton av Lothringen tillträdde makten 1508, men misslyckades eftersom hennes son hade nått åldern för myndighet. Hon utnämndes till ställföreträdande regent då hennes son deltog i det franska krigståget till Italien under år 1509.